# Laure Cinti-Damoreau

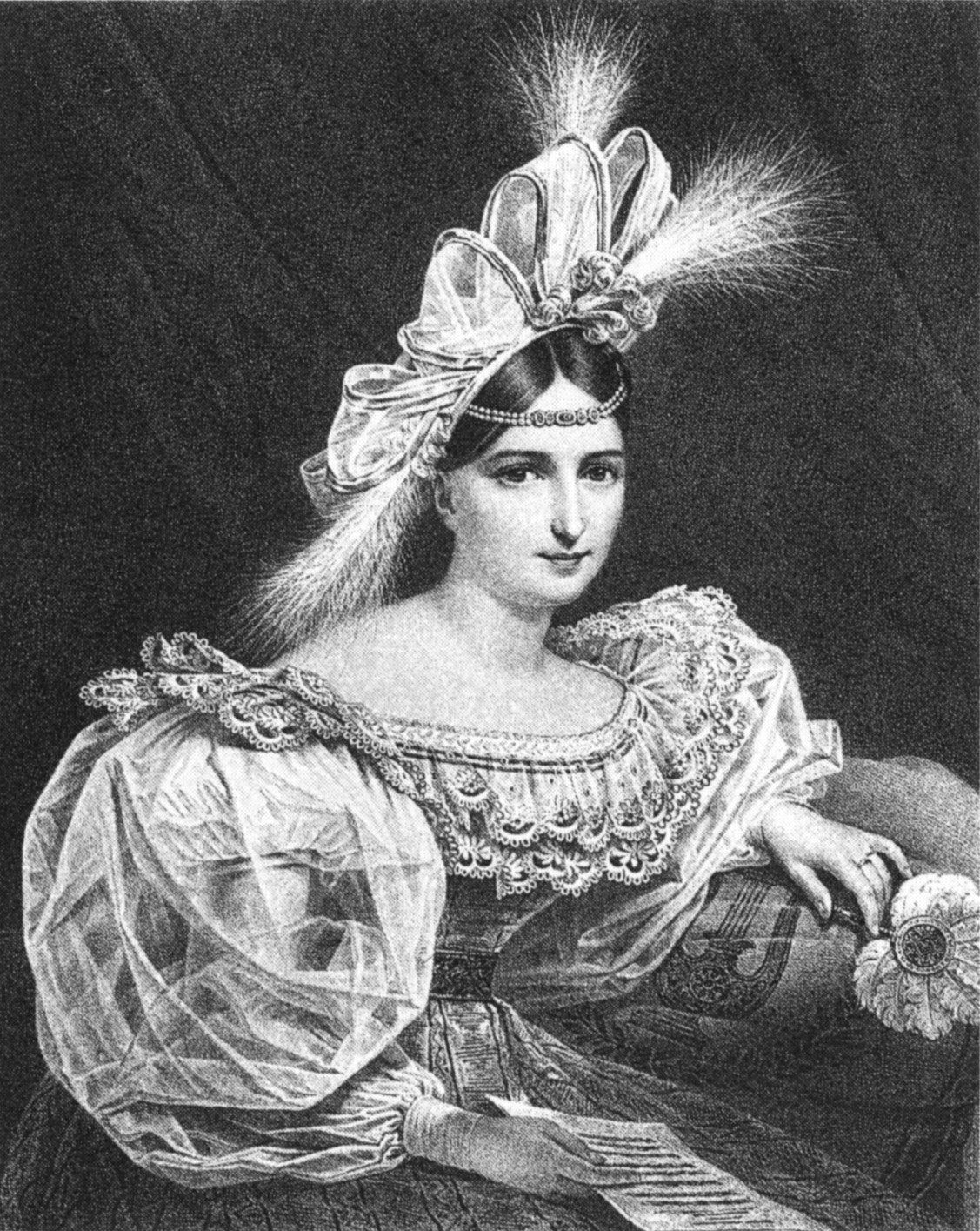
Laure Cinti-Damoreau, um 1820–1825

Laure Cinti-Damoreau, auch Laure Damoreau-Cinti, geborene Laure Cinthie Montalant (6. Februar 1801 in Paris – 25. Februar 1863 in Chantilly (Oise)) war eine französische Opernsängerin und Gesangspädagogin. Sie wurde besonders als Primadonna Rossinis und Aubers in Paris berühmt und verkörperte als eine der ersten in der romantischen französischen Oper den aus Italien importierten Typus eines Koloratursoprans.

## Biographie

### Kindheit
Sie wurde geboren als Laure Cinthie Montalant als Tochter des François-Parfait Montalant und seiner Frau Marie-Victoire Bougy; ihr Vater war Sprachlehrer und ihre Mutter meißelte Inschriften auf Monumente. Ihre Eltern lebten zur Zeit ihrer Geburt in Paris in der Rue du Petit-Pont-Notre-Dame auf der Ile de la Cité. Laure hatte auch eine ältere Schwester Pensée-Euphémie Montalant, die Malerin war und eine Schülerin von Redouté.:374 Laure führte ihr ganzes Leben lang eine Art Tagebuch (französisch: „Journal“), und hinterließ daher viele wertvolle Aufzeichnungen nicht nur persönlicher Art, sondern auch für die Geschichte der Oper ihrer Zeit; der Theater- und Musikkritiker Pier-Angelo Fiorentino verwendete diese Aufzeichnungen für eine Biographie der Cinti-Damoreau, die nach ihrem Tode in sechs Folgen in der Zeitung Le Ménestrel erschien, vom 25. Oktober 1863 bis zum 29. November 1863.:374
Laure war ein fantasievolles Kind, das bereits früh durch eine musikalische und theatralische Begabung und eine hübsche Stimme auffiel. Trotz anfänglicher Skepsis der Direktoren Sarette und Catel wurde sie mit nur 7 Jahren am Pariser Konservatorium aufgenommen, wo sie zunächst Unterricht in Klavier und Harmonielehre bekam.:374 Nachdem sie bereits einen Preis für ihr Klavierspiel bekommen hatte – zur gleichen Zeit wie Fromental Halévy und Ferdinand Hérold –, wollte sie auch Gesang studieren, aber das Komitée des Conservatoire, zu dem auch Cherubini gehörte, meinte, sie habe nicht genug Stimme, und lehnte ab.:374 So wandten sich ihre Eltern an einen Mr. Plantade, der eine Gesangsklasse an der Opéra führte; dieser war vollkommen von den stimmlichen Möglichkeiten des Mädchens überzeugt und nahm sie als Schülerin auf.:374

### Am Théâtre-Italien
Im Salon einer musikalischen Bekannten lernte Laure die berühmte italienische Sängerin Angelica Catalani kennen, die zu dieser Zeit auch die Leiterin des Théâtre-Italien war.:374 Diese ließ sie am 8. Januar 1816 als Lilla in Una cosa rara von Vicente Martín y Soler debütieren. Auf den Vorschlag der Catalani änderte die nicht einmal 15 Jahre alte Sängerin ihren mittleren Namen Cinthie in das italianisierte Cinti; unter diesem Namen sollte sie später berühmt werden.:374

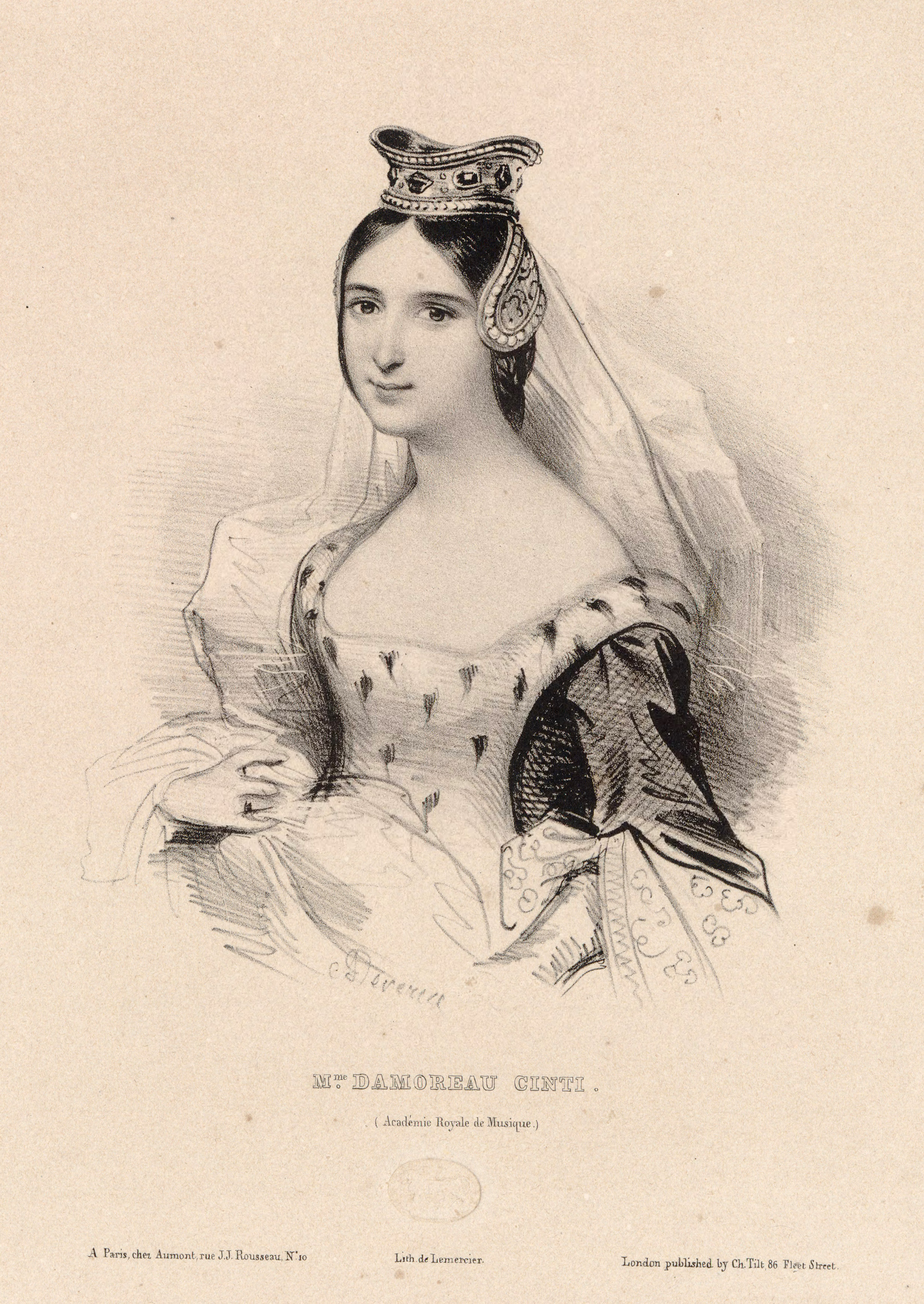
Laure Cinti-Damoreau, um 1820 (?). Stich von Devéria, Bibliothèque Nationale de France, Paris

Die Cinti sang anfangs mit Rücksicht auf ihr junges Alter und ihre noch unausgereifte Stimme vor allem in kleinen und leichteren Partien.:374 Als Catalanis Management 1818 bankrottging, wurde die Cinti in der gleichen Compagnie am Théâtre Louvois wieder eingestellt, wo zu ihren Rollen u. a. der Cherubino in Mozarts Le nozze di Figaro gehörte.:381 Sie hatte nun einen Vertrag als Seconda Donna, sprang aber gelegentlich als Prima Donna ein.:381 So wurde sie von dem Tenor und Gesangspädagogen Manuel García entdeckt, der sie unter seine Fittiche nahm und ermutigte; er trat mit ihr sowohl in einem Benefizkonzert (24. November 1818), als auch auf der Opernbühne auf,:381f und gab ihr die Hauptrolle der Zetulbè in seiner Oper Il califfo di Bagdad, die er ursprünglich 1813 für Isabella Colbran komponiert hatte.:381f Die Stimme der Cinti blühte in der Folge immer mehr auf, gewann an Umfang, Kraft und Weichheit, so dass sie einen neuen Vertrag als Primadonna bekam, und nun auch andere Hauptrollen singen durfte, wie die Rosina in Rossinis Il barbiere di Siviglia, Ninetta in La gazza ladra oder Aménaide in Tancredi.:382
Auf der persönlichen Ebene musste die junge Sängerin eine Reihe von tragischen Erlebnissen und Enttäuschungen wegstecken. Ungefähr zu dieser Zeit lernte sie einen jungen Mann namens Hippolyte Caylus kennen, der sie heiraten wollte und dessen Gefühle sie erwiderte; aber da beide Elternteile dagegen waren, nahm sich der junge Mann mit einem Pistolenschuss das Leben.:382 Laure war davon so erschüttert, dass sie krank wurde und wochenlang „zwischen Leben und Tod schwebte“.:382 Ein anderer Herr namens Torri, ein Sänger und angeblicher Graf, machte ihr heftig und wortgewandt den Hof, aber als sie sich ernsthaft in ihn verliebte, verschwand er von einem auf den anderen Tag nach London und ließ nie wieder von sich hören.:382
Obwohl die Cinti ein beliebtes Mitglied der Truppe war, und als Sängerin mittlerweile sehr erfolgreich und anerkannt, wollte Giovanni Battista Viotti, der zu dieser Zeit Direktor sowohl der Pariser Opéra als auch der Italienischen Oper war, sie aus einer persönlichen Abneigung heraus fristlos entlassen. Sie hielt bereits die Kündigung in der Hand, als ein Freund ihr mitteilte, dass am selben Tag Viotti durch Habeneck ersetzt worden war, der sie sofort wieder einstellte. Dieses Geschehen wurde von allen Beteiligten, insbesondere von ihrer Familie streng geheim gehalten, und die Öffentlichkeit erfuhr zu ihren Lebzeiten nie etwas davon.:389
1822 trat Laure Cinti am King’s Theatre in London auf.

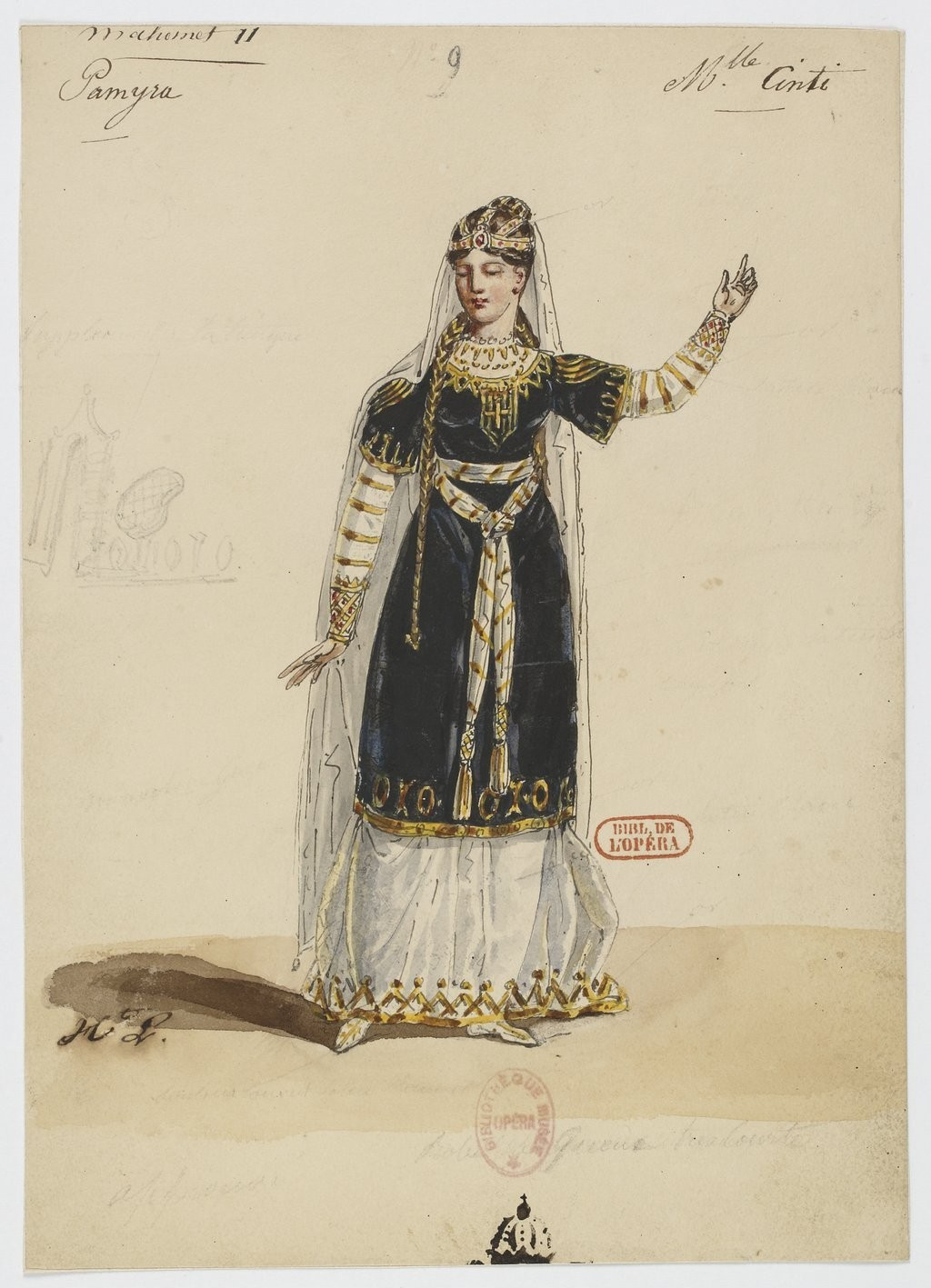
Laure Cinti-Damoreau als Pamyra in Rossinis Le siège de Corinthe, 1826. Kostümfigurine von Hippolyte Lecomte, Bibliothèque Nationale de France, Paris

### An der Opéra

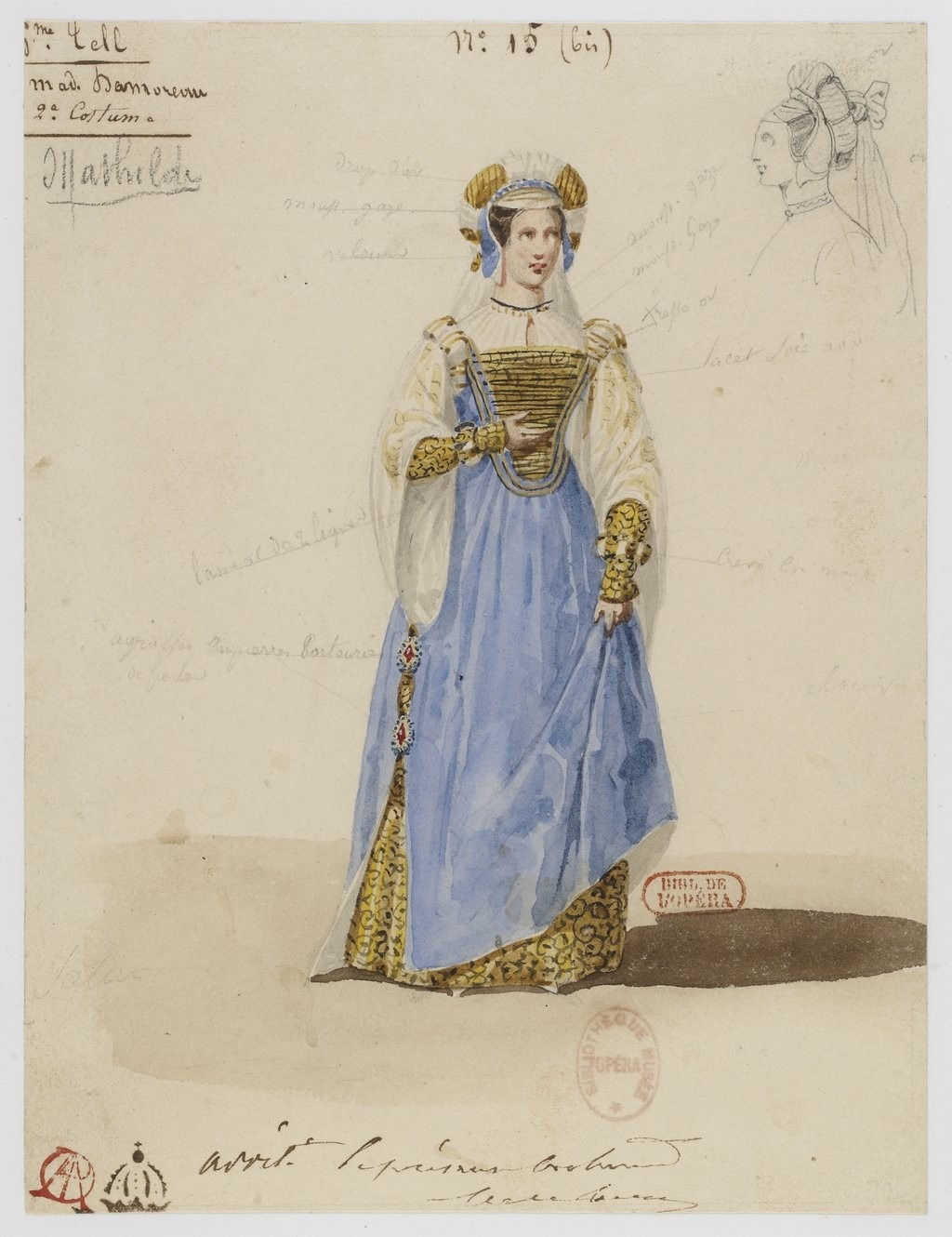
Laure Cinti-Damoreau als Mathilde in Rossinis Guillaume Tell, 1829. Kostümfigurine von Hippolyte Lecomte, Bibliothèque Nationale de France, Paris

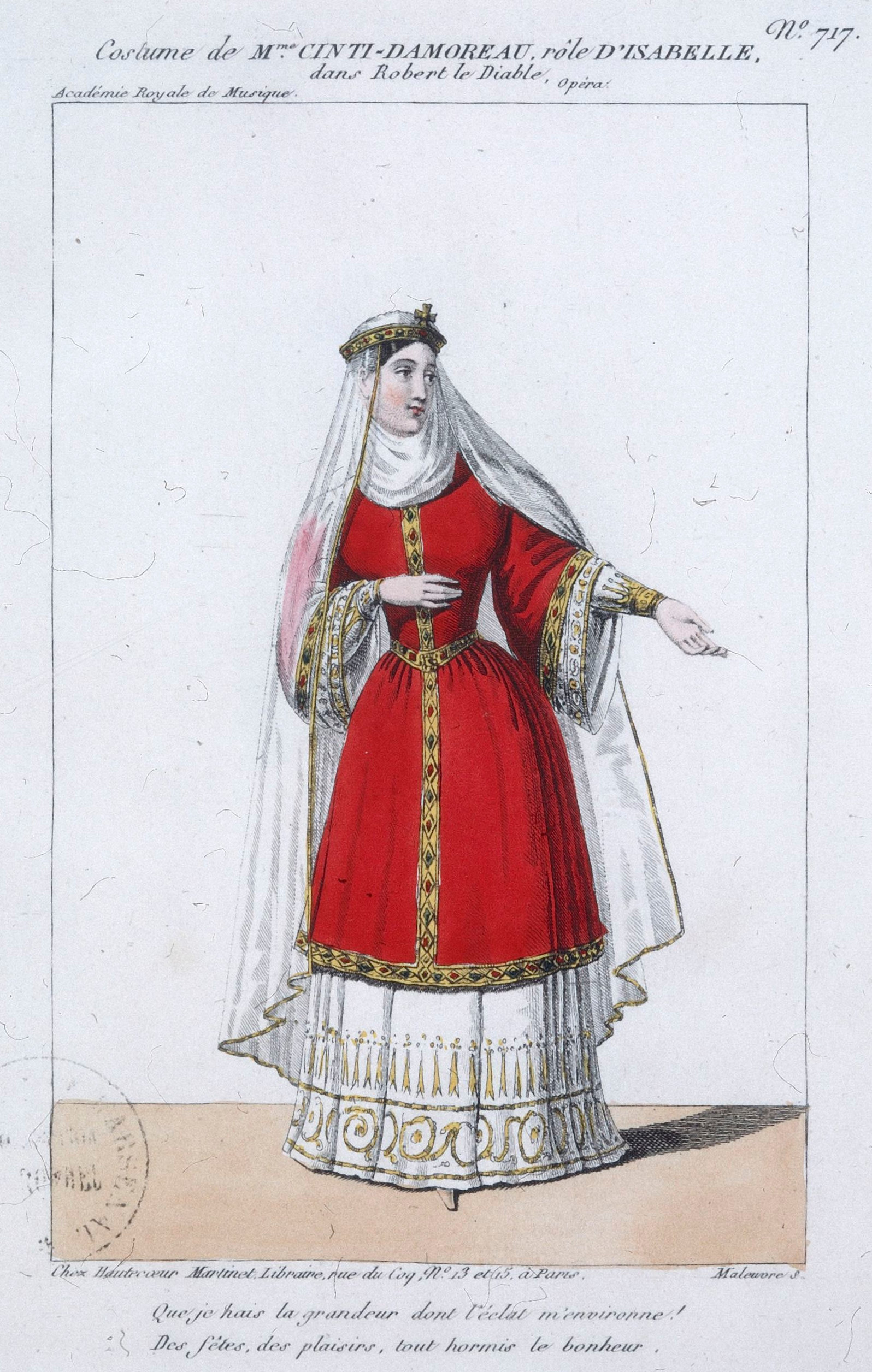
Laure Cinti-Damoreau als Isabelle in Meyerbeers Robert le diable, 1831. Stich von Maleuvre, Bibliothèque Nationale de France, Paris

1825 hatte sie ihr Debüt an der Opéra de Paris in Le rossignol von Louis-Sébastien Lebrun; sie war darin so erfolgreich, dass man sie sofort engagieren wollte, aber die Sängerin selber zögerte und wollte noch einen „zweiten Versuch“ im ernsten Genre; und so gab man ihr die Rolle der Amanzili in Fernand Cortez von Spontini,:390.1 während sie zur gleichen Zeit am Théâtre-Italien die Rosina in Rossinis Barbiere sang.:390.1 Danach wurde sie in den nächsten neun Jahren als ständiges Mitglied der Opéra engagiert.
Nach weiteren Studien mit Gioachino Rossini, der im August 1824 nach Paris gekommen war,:126 sang sie die Pariser Premieren seiner Elisabetta regina d’Inghilterra und seines Mosè in Egitto und war 1825 die erste Contessa Folleville in Rossinis Krönungsoper Il viaggio a Reims in einer luxuriösen, vielköpfigen und unwiederholbaren Starbesetzung neben Giuditta Pasta, Ester Mombelli, Domenico Donzelli, Nicholas-Prosper Levasseur u. a.:132
In der Folge sang sie andere anspruchsvolle Primadonnen-Partien in Opern von Rossini: Die Titelrolle in La Cenerentola,:390.2 und besonders die französischen Versionen von Le siège de Corinthe (1826), Moïse et Pharaon (1827) und Le comte Ory (1828). Sie kreierte auch die Rolle der Mathilde in seiner letzten Oper Guillaume Tell (1829), wo sie u. a. mit dem Tenor Adolphe Nourrit und wieder mit dem Bassisten Nicolas Levasseur auf der Bühne stand. Laure Cinti sang außerdem in Halévys Pygmalion:390.2
Am Freitag, den 13. November 1827, heiratete Laure den Tenor Charles-Vincent Damoreau (1793–1863), der in Brüssel lebte, aber diese Ehe sollte nicht besonders glücklich werden.:398 Direkt nach der Eheschließung zog die frischgebackene Mme. Damoreau allerdings für eine Weile zu ihrem Mann nach Brüssel, und erntete auch bei ihren Auftritten und Konzerten in verschiedenen Städten Belgiens und Hollands viel Applaus.:398
Nach ihrer Rückkehr an die Pariser Opéra war sie die erste Elvire in Aubers La muette de Portici (1828):405 und die erste Isabelle in Meyerbeers Robert le diable (1831), auch diese Opern an der Seite von Nourrit. Sie kreierte außerdem für Auber die weiblichen Hauptrollen in Le Dieu et la Bayadère (1830), Le Philtre (1831), und Le Serment (1832),:406.1 und sang in älteren Werken wie Mozarts Don Giovanni, Rousseaus Le devin du village und Spontinis Olimpie.:406.1
Laut Fiorentino wurde Laure Cinti-Damoreau allseits bewundert für „…ihre wunderbare Technik, Anmut und ihren Geschmack…“::405.2

« Les traits qu’elle ajoutait á ses roles, et qui était toujours d’une légèreté, d’une finesse et d’une justesse incomparables, doublaient la valeurs des morceaux qu’on lui confiait. Rossini était ravi… „Son chant, disait Garat, est insolemment juste“. Boieldieu la remerciait plus tard avec effusion, des fioritures exquises dont elle avait embelli les charmants couplets du „Nouveau seigneur“. Ses traits n’altéraient jamais le charactère d’un morceau, et si l’auteur avait dû les noter lui-même, il ne les eût pas mieux choisis. Elle avait fait de l’air du „Serment“ une telle merveille d’exécution, qu’après la chute du rideau, la salle entière le redemanda avec des cris d’enthousiasme, et qu’elle du le répéter ce qui ne s’était jamais vu á l’Opéra. „C’est de la dentelle de Chantilly“, disait Auber en parlant de quelques vocalises qu’elle avait brodées dans sa dernière retraite. »

„…die Züge, die sie ihren Rollen verlieh, und die immer von einer unvergleichlichen Leichtigkeit, Finesse und Genauigkeit waren, verdoppelten den Wert der Stücke, die man ihr anvertraute. Rossini war bezaubert… Garat sagte: ‚Ihr Gesang ist unverschämt treffsicher‘. Boïeldieu dankte ihr später aus vollem Herzen für die exquisiten Fiorituren, mit denen sie die charmanten Couplets des ‚Nouveau Seigneur‘ verschönerte. Ihre Verzierungen veränderten niemals den Charakter eines Stückes, und wenn der Autor selbst sie hätte notieren müssen, hätte er sie nicht besser wählen können. Sie machte aus der Arie des ‚Serment‘ ein solches Wunder der Ausführung, dass nach dem Fall des Vorhangs der ganze Saal mit Schreien des Enthusiasmus eine Wiederholung forderte, – und dass sie es wiederholen musste, was man bis dahin noch nie an der Opéra gesehen hatte. „Es sind Spitzen aus Chantilly“ sagte Auber über einige Vokalisen, mit denen sie ihre letzte Wiederholung ausschmückte.“

### An der Opéra-Comique
1833 und die beiden folgenden Jahre waren ein persönlicher trauriger Tiefpunkt für Laure Cinti, wegen der Trennung von ihrem Mann, dem sie „Alles was sie besaß“ hinterließ.:406.1 Sie zog sich vorübergehend nach Rouen zurück, und lehnte sogar ein Angebot Rossinis ab, der sie wieder am Théâtre-Italien engagieren wollte.:406.1
Anfang 1836 wechselte sie zur Opéra-Comique und überließ ihre eigene führende Position an der Opéra der jüngeren Julie Dorus-Gras und der sehr populären Cornélie Falcon (die allerdings einen ganz anderen Stimmtyp verkörperte). An dieser Bühne brillierte die Cinti-Damoreau vor allem in neuen Opern von Auber: In seiner L’ambassadrice (1836), als Lucrezia in Actéon (1836), und als Angèle in Le domino noir (1837).:406.2 Ihre letzte Uraufführung an der Opéra-Comique war Adolphe Adams La rose de Péronne.:406.2 Sie verließ die Opéra-Comique 1841, einerseits anscheinend aus gesundheitlichen Gründen,:406.2 und andererseits, weil Auber ihr die Hauptrolle in seiner neuen Oper Les diamants de la couronne versprochen hatte, diese Partie aber stattdessen an Anna Thillon vergab, in die er verliebt gewesen sein soll.:406.2

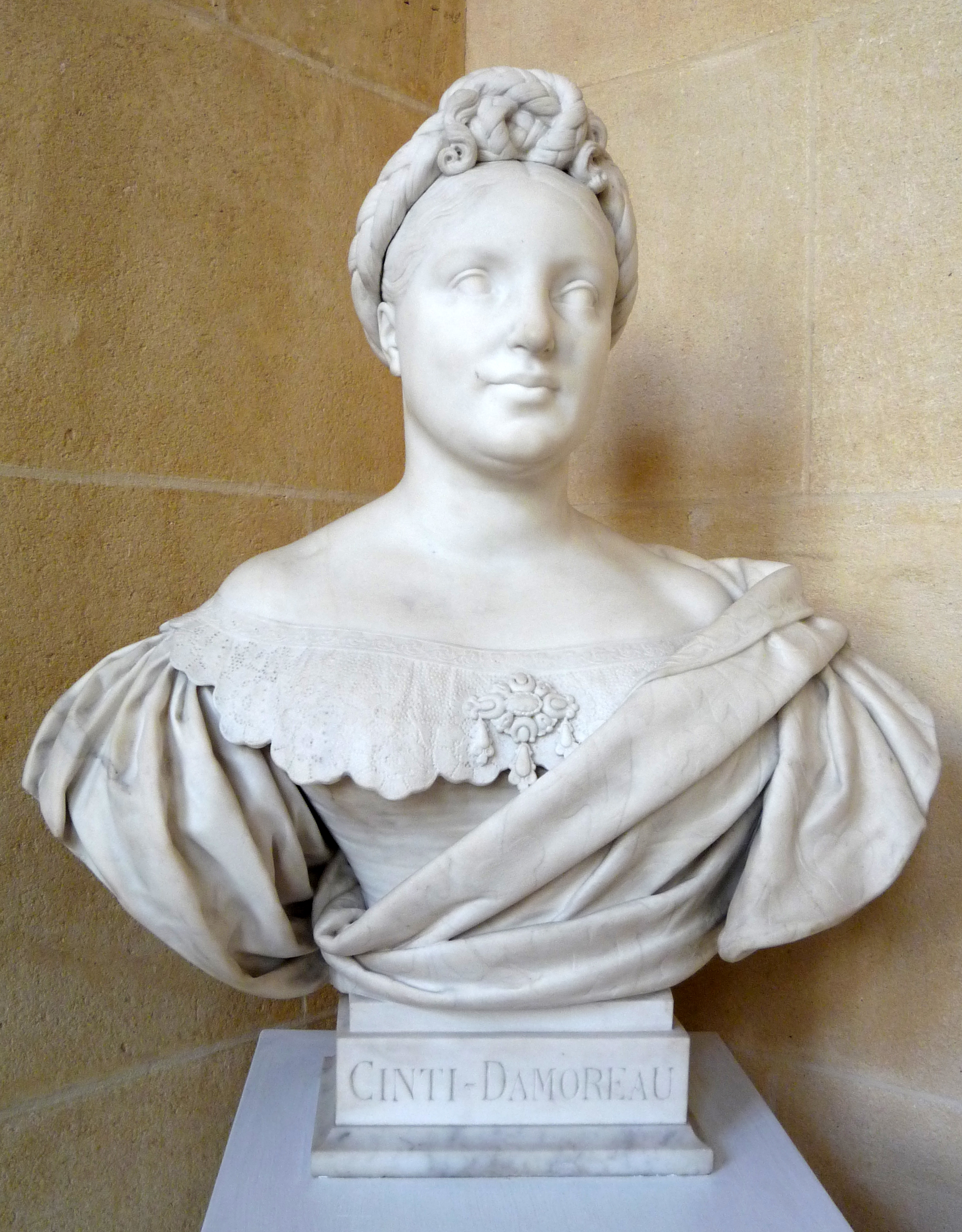
Laure Cinti-Damoreau 1834. Portraitbüste von Louis Desprez. Sammlung des Musée de l’Opéra, Paris (inv S. 3517)

Ihre Abschiedsvorstellung am 8. Mai 1841 bestand aus einem Akt von Aubers L’ambassadrice, einem Auszug aus Le domino noir, und dem zweiten Akt von Rossinis Guillaume Tell.:406.2 Das dankbare Publikum reagierte so emotional und überschüttete sie derart mit Blumen, dass sie nach dem letzten Vorhang vor Rührung ohnmächtig zusammenbrach; als sie am gleichen Abend nach Hause kam, spielte das Orchester der Opéra-Comique unter ihrem Fenster zu ihrer Überraschung die Ouverture zu Le domino noir als Abschieds-Ständchen.:406.2
Danach sang Laure Cinti-Damoreau noch einige Jahre in Konzerten und unternahm mehrere Tourneen: Von September 1841 bis 1842 nach Russland (vor allem St. Petersburg), wo sie von den anderen Sitten und Gebräuchen sehr befremdet war, aber großen Erfolg hatte.:413f Ende 1842 sang sie in Brüssel Aufführungen ihrer beiden Zugpferde Le domino noir und L’ambassadrice und notierte nach einem Konzert am 12. November nur dieses eine einzige Mal in ihrem Tagebuch: „Pyramidaler Erfolg“.:414.1
Ende 1843 bis 1844 wagte sie in Begleitung des Violinisten Alexandre-Joseph Artot eine Tournée durch das noch „halb barbarische“:414.1 Amerika, wo sie Auftritte in Washington, New York, Pennsylvania, Maryland, Virginia, South-Carolina, Havanna und New Orleans absolvierte. In New York trat sie in Rossinis La gazza ladra („La pie voleuse“) und im Barbiere di Siviglia auf.:414.1 Sie gehörte damit kurz nach der Tänzerin Fanny Elßler und mehrere Jahre vor Jenny Lind und Henriette Sontag zu den ersten europäischen Künstlerinnen, die eine solche damals noch sehr strapaziöse Reise nach Amerika unternahmen.
Zurück in Paris gab sie nur noch Konzerte, u. a. am 6. November 1846 ein Wohltätigkeitskonzert in der Salle Pleyel für die Opfer der Überschwemmungen der Loire. Ihr letztes öffentliches Konzert war 1848 in der Salle Herz.:414.1
Im Sommer 1849 war sie in London, wo sie vor dem dort im Exil lebenden Ex-König Louis-Philippe, seiner Gemahlin und dem Duc d’Aumale sang.

### Pädagogisches Wirken und Lebensende
Von 1833 bis 1856 unterrichtete Laure Cinti-Damoreau am Pariser Conservatoire und veröffentlichte 1849 eine Méthode de chant (= Gesangs-Methode),:414.2 die noch heute erhältlich ist als „Classic Bel Canto Technique“ (= Klassische Belcanto-Technik); dem ließ sie einige Jahre später eine spezielle Méthode für junge Stimmen folgen, denen sie zu mehr Vorsicht riet, unter Aussparung der tiefen und hohen Lagen.:414.2 Eine ganze Reihe ihrer Schülerinnen wurden professionelle Sängerinnen, wie Jeanne-Anaïs Castellan, Dolorès Nau, Marie-Ambroisine-Minette de Cussy (auch bekannt als Mme Henri-Potier), Louise Lavoye, Geneviève-Clémentine Descot, Thérèse-Joséphine Zévaco, Mlle Petit-Brière und Mlle Kar.
Noch zu ihrer Zeit an der Opéra wurden auch einige von ihr komponierte Romanzen herausgegeben.:414.2 Sie schrieb außerdem in zahlreichen „Notizheften“ ihre eigenen Verzierungen für viele der von ihr gesungenen Arien und Rollen auf; diese Aufzeichnungen befinden sich derzeit in der Lilly Library der Indiana University und sind eine bedeutende Primärquelle für das Studium der Belcanto-Aufführungspraxis und der Rossini-Forschung.
Laure Cinti-Damoreau zog sich 1855 nach Chantilly zurück, wo sie am 25. Februar 1863 verstarb.:414.2
Ihr Mann Charles Damoreau, der getrennt von ihr in Écouen lebte, starb dort im gleichen Jahr. Die beiden hatten eine Tochter Fanny-Marie Cinti (1834–1906), die ebenfalls Sopranistin war:414.2 und am 31. Januar 1856 den Bibliothekar und Komponisten Jean-Baptiste Weckerlin heiratete.

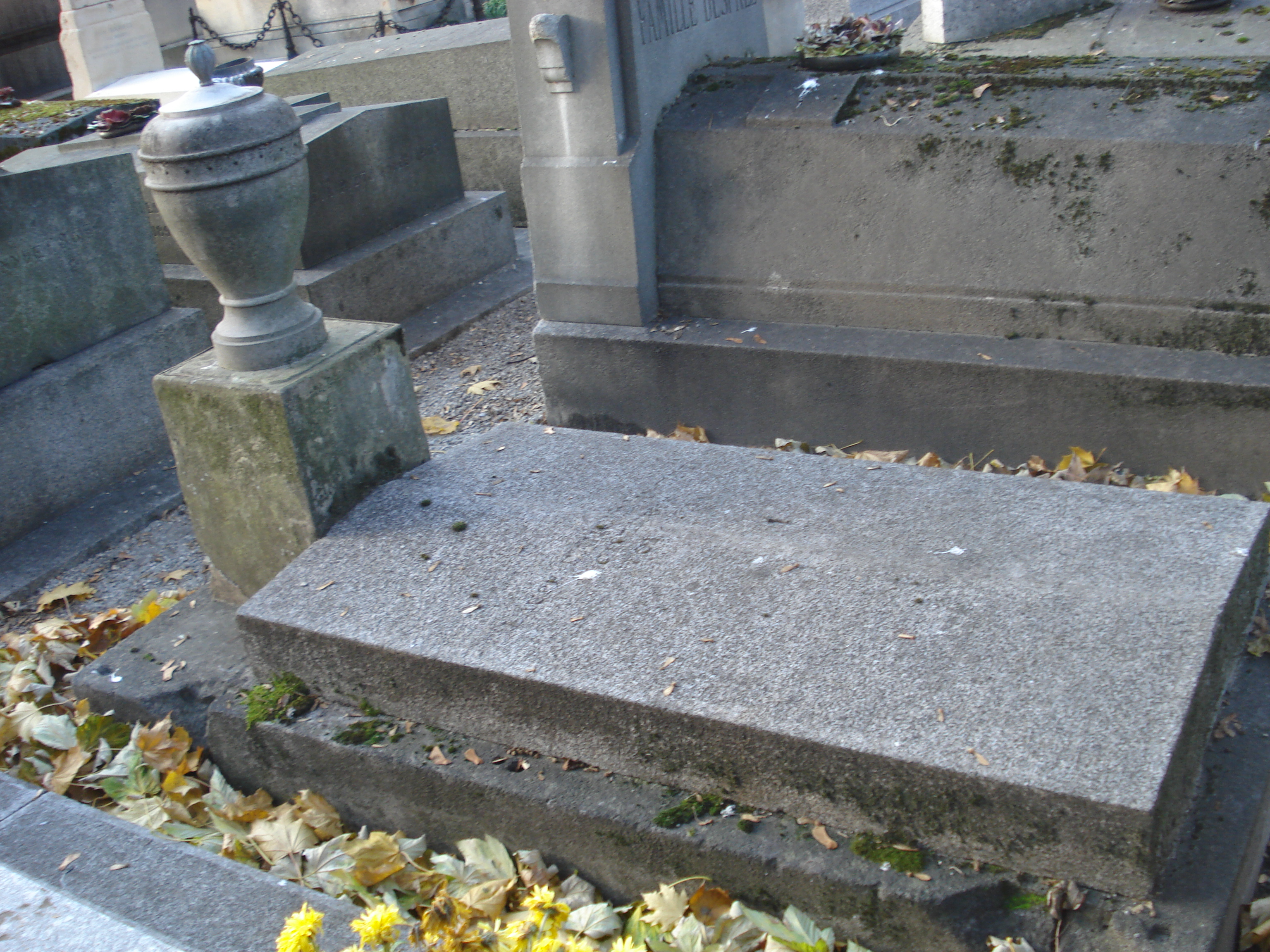
Grab von Laure Cinthie Montalant, genannt Laure Cinti-Damoreau, auf dem Cimetière Montmartre in Paris